# 孔瑟夫勒
孔瑟夫勒（法語：Concevreux，法語發音：[kɔ̃səvʁø]）是法国大東部大區埃纳省的一个市镇，属于拉昂区。

## 地理
孔瑟夫勒（49°22'36"N, 3°47'21"E）面积12.51 平方千米，位于法国上法蘭西大區埃纳省，该省份为法国北部内陆省份，北起北部省，西接索姆省和瓦兹省，东临阿登省和马恩省，西南至塞纳-马恩省，东北部与比利时接壤
与孔瑟夫勒接壤的市镇（或旧市镇、城区）包括：绍达尔德、屈里莱绍达尔德、迈济、默里瓦勒、米斯库尔、蓬塔韦尔、鲁西、旺特莱、博里约、科尔米西。

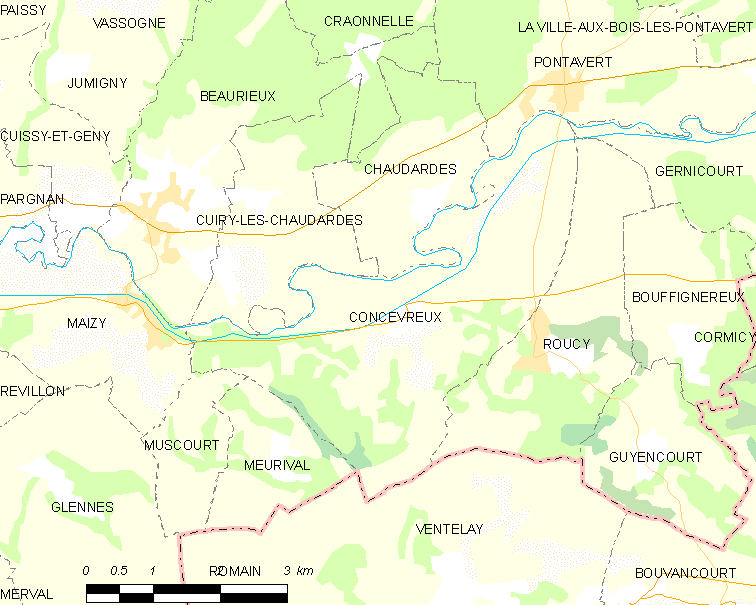
孔瑟夫勒的OSM定位图

孔瑟夫勒的时区为UTC+01:00、UTC+02:00（夏令时）。

## 行政
孔瑟夫勒的邮政编码为02160，INSEE市镇编码为02208。

## 政治
孔瑟夫勒所属的省级选区为埃纳河畔新城县。

## 人口

1962-2008年间孔瑟夫勒人口变化图示

孔瑟夫勒于2022年1月1日时的人口数量为260人。